# Dargovských hrdinov
Dargovských hrdinov („(Siedlung) der Dargover Helden“) ist ein Stadtteil von Košice, im Okres Košice III in der Ostslowakei östlich der Innenstadt.

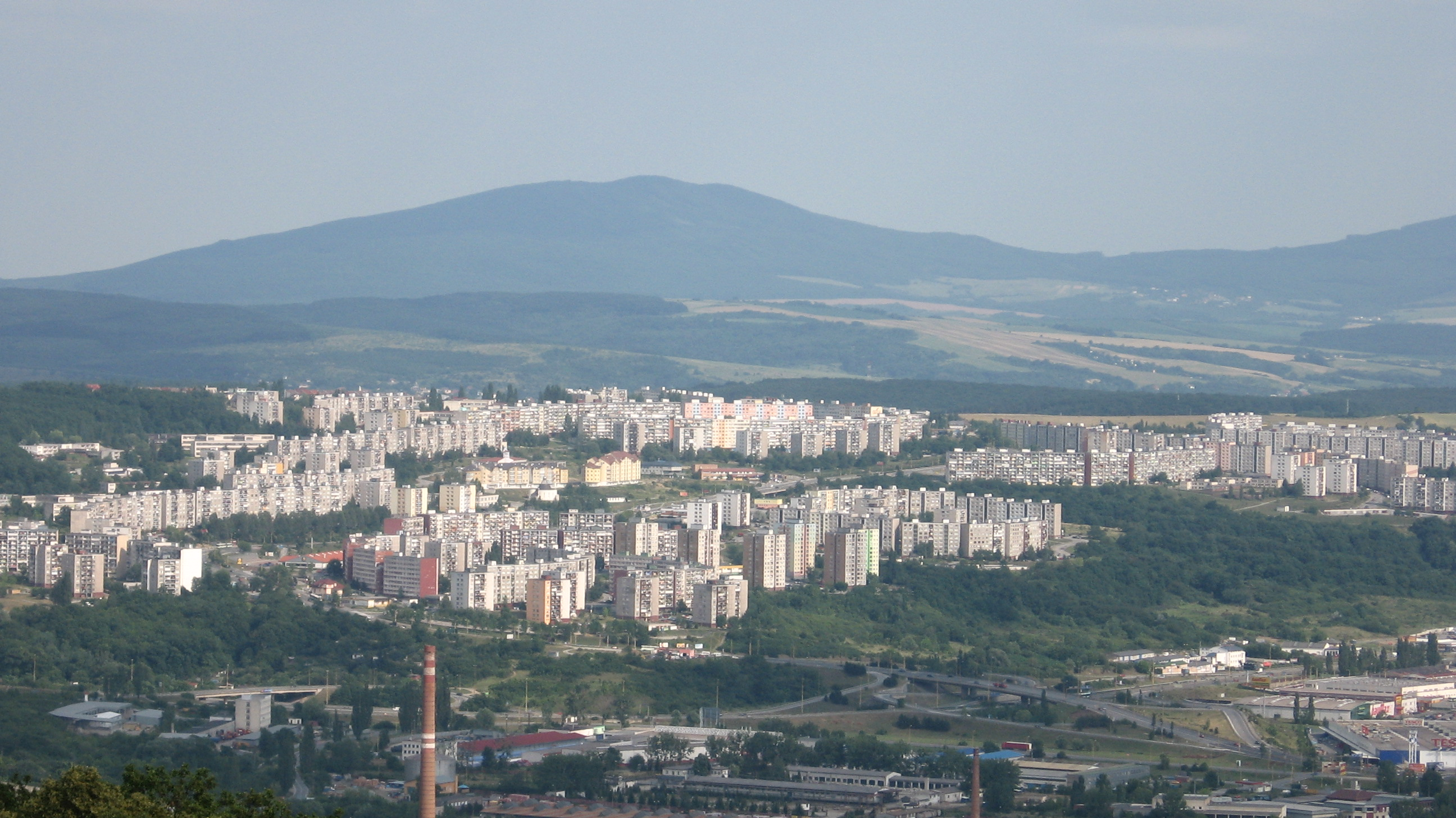
Luftbild des Stadtteils

## Allgemeines
Der Stadtteil wurde 1975 gegründet und liegt um einen Hügel namens Furča herum, was auch der umgangssprachliche Name des Stadtteils ist. Der offizielle Name erinnert an die Schlacht am Dargovpass, die zwischen der Wehrmacht und der Roten Armee Ende 1944 und Anfang 1945 stattfand. Nachbargemeinden/-stadtteile sind Sídlisko Ťahanovce im Nordwesten und Norden, Budimír und Beniakovce im Nordosten, Hrašovík und Košické Oľšany im Osten, Košická Nová Ves im Südosten und Süden, Staré Mesto im Südwesten und Džungľa im Westen.

## Bevölkerung
Nach der Volkszählung 2011 wohnten im Stadtteil Dargovských hrdinov 27.477 Einwohner, davon 22.502 Slowaken, 642 Magyaren, 177 Russinen, 141 Tschechen, 123 Roma, 103 Ukrainer, 39 Deutsche, 13 Polen, jeweils 12 Mährer und Russen, sieben Bulgaren, vier Serben, drei Kroaten und zwei Juden. 59 Einwohner gaben eine andere Ethnie an und 3638 Einwohner machten keine Angabe zur Ethnie.
11.817 Einwohner bekannten sich zur römisch-katholischen Kirche, 1897 Einwohner zur griechisch-katholischen Kirche, 789 Einwohner zur Evangelischen Kirche A. B., 549 Einwohner zur reformierten Kirche, 330 Einwohner zur orthodoxen Kirche, 79 Einwohner zur apostolischen Kirche, 71 Einwohner zu den Zeugen Jehovas, 55 Einwohner zur evangelisch-methodistischen Kirche, 21 Einwohner zu den christlichen Gemeinden, 18 Einwohner zur jüdischen Gemeinde, 17 Einwohner zu den Baptisten, 16 Einwohner zu den Siebenten-Tags-Adventisten, jeweils 10 Einwohner zur Bahai-Religion und zur Brüderbewegung, jeweils acht Einwohner zur altkatholischen Kirche und zur neuapostolischen Kirche, sechs Einwohner zur tschechoslowakischen hussitischen Kirche und drei Einwohner zu den Mormonen. 98 Einwohner bekannten sich zu einer anderen Konfession, 4545 Einwohner waren konfessionslos und bei 7100 Einwohnern wurde die Konfession nicht ermittelt.